# 造船厂

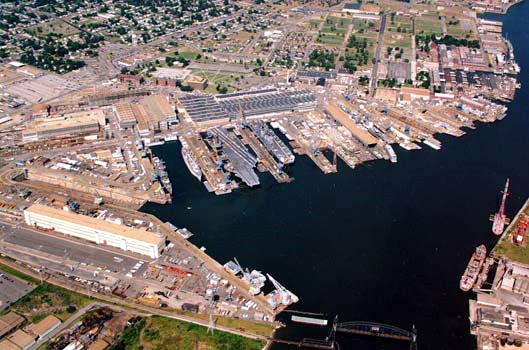
美国诺福克海军造船厂

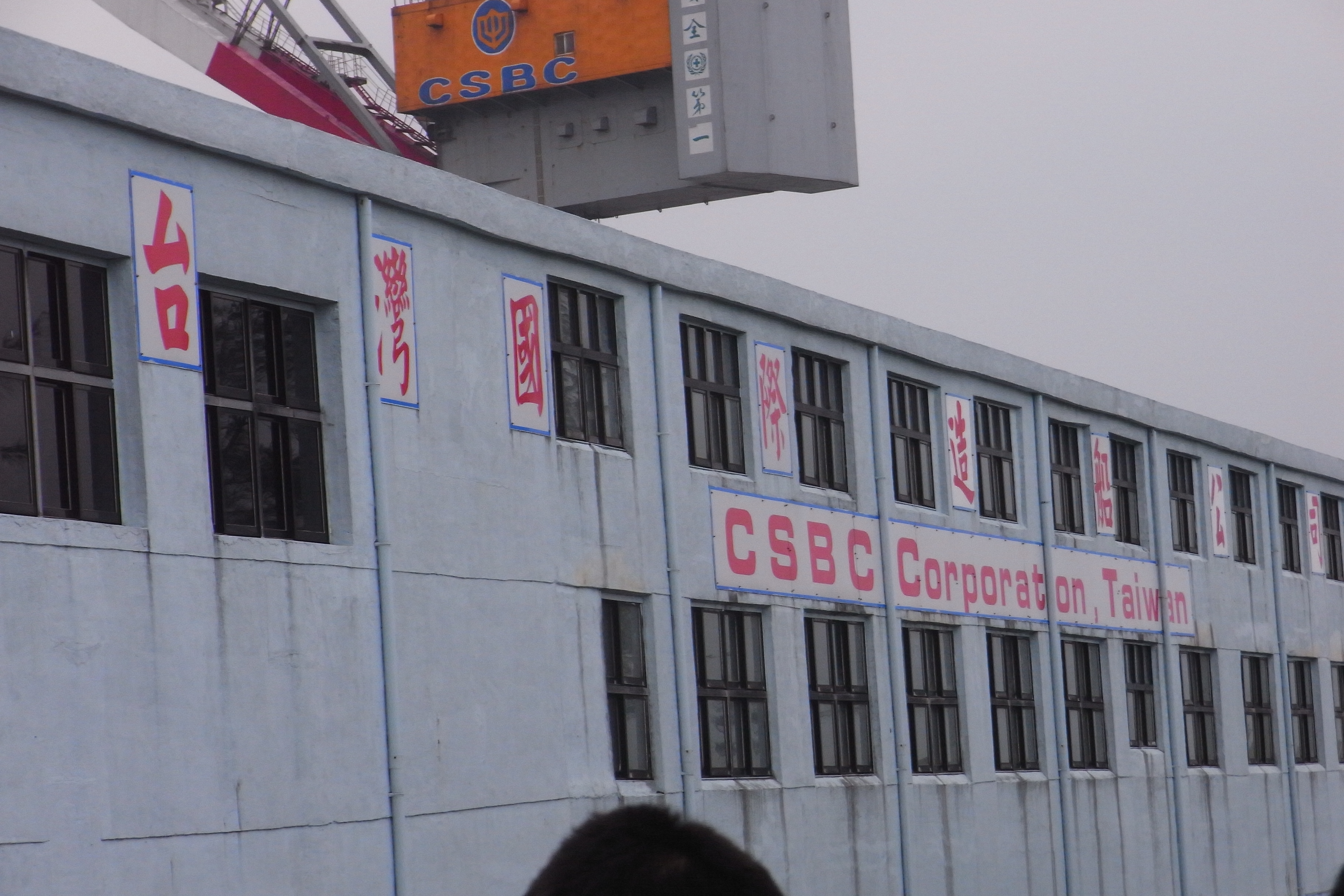
台灣國際造船基隆廠

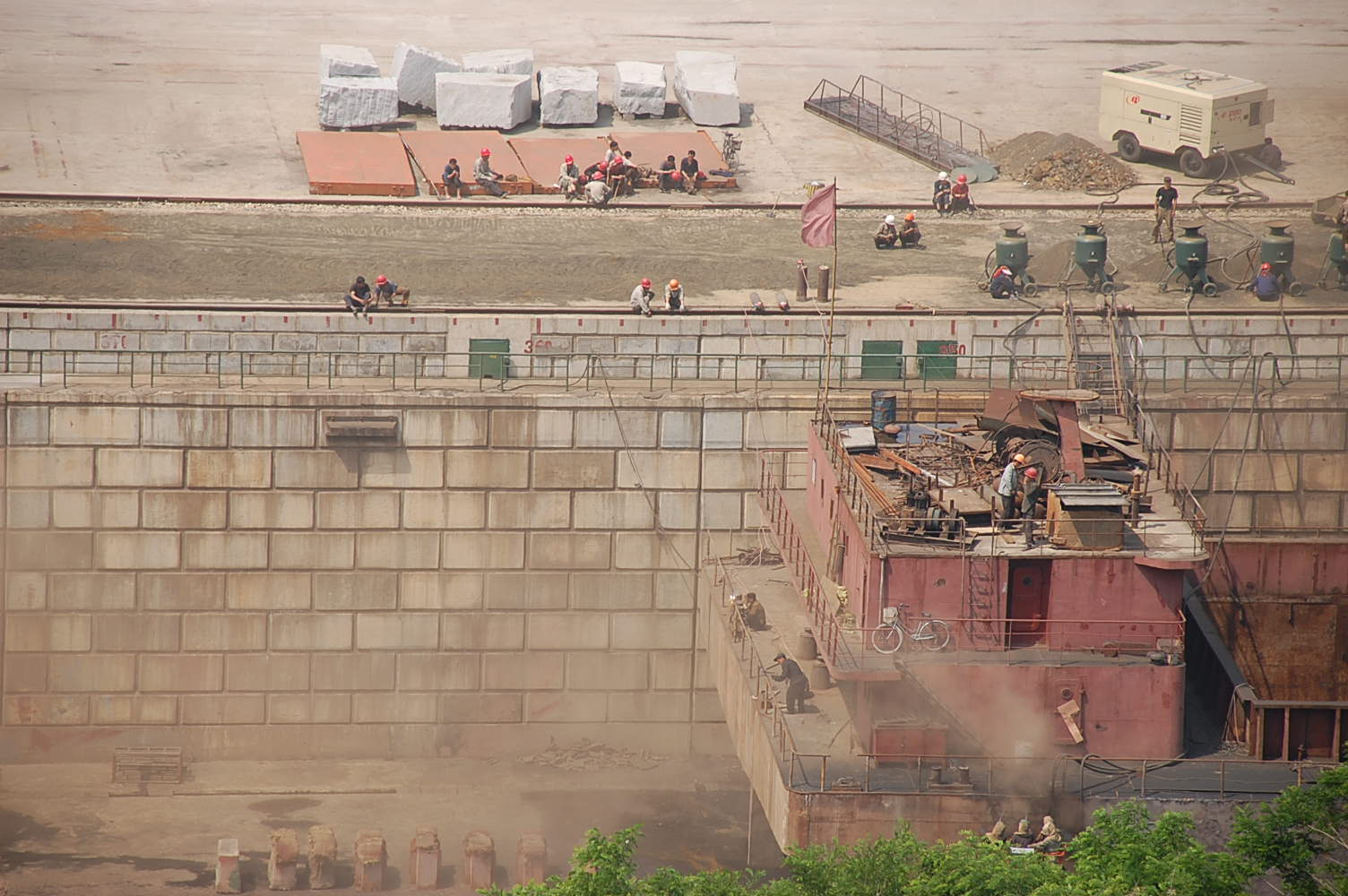
北韓的造船廠

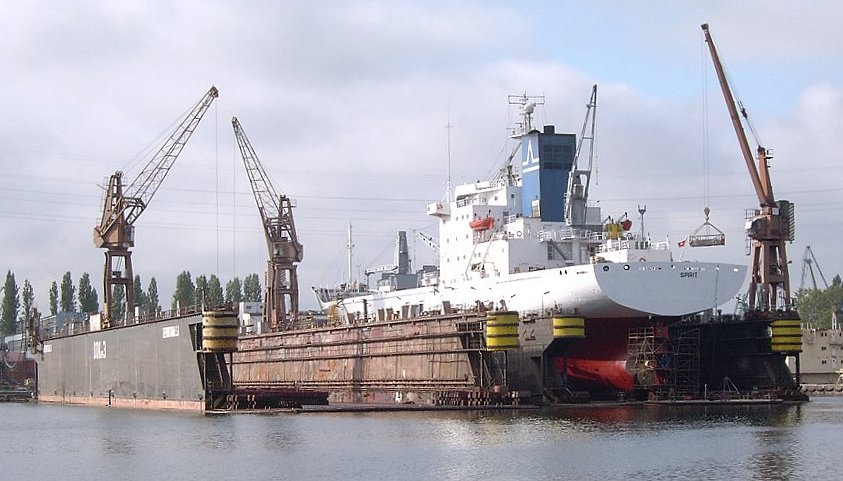
波蘭的浮動塢造船廠

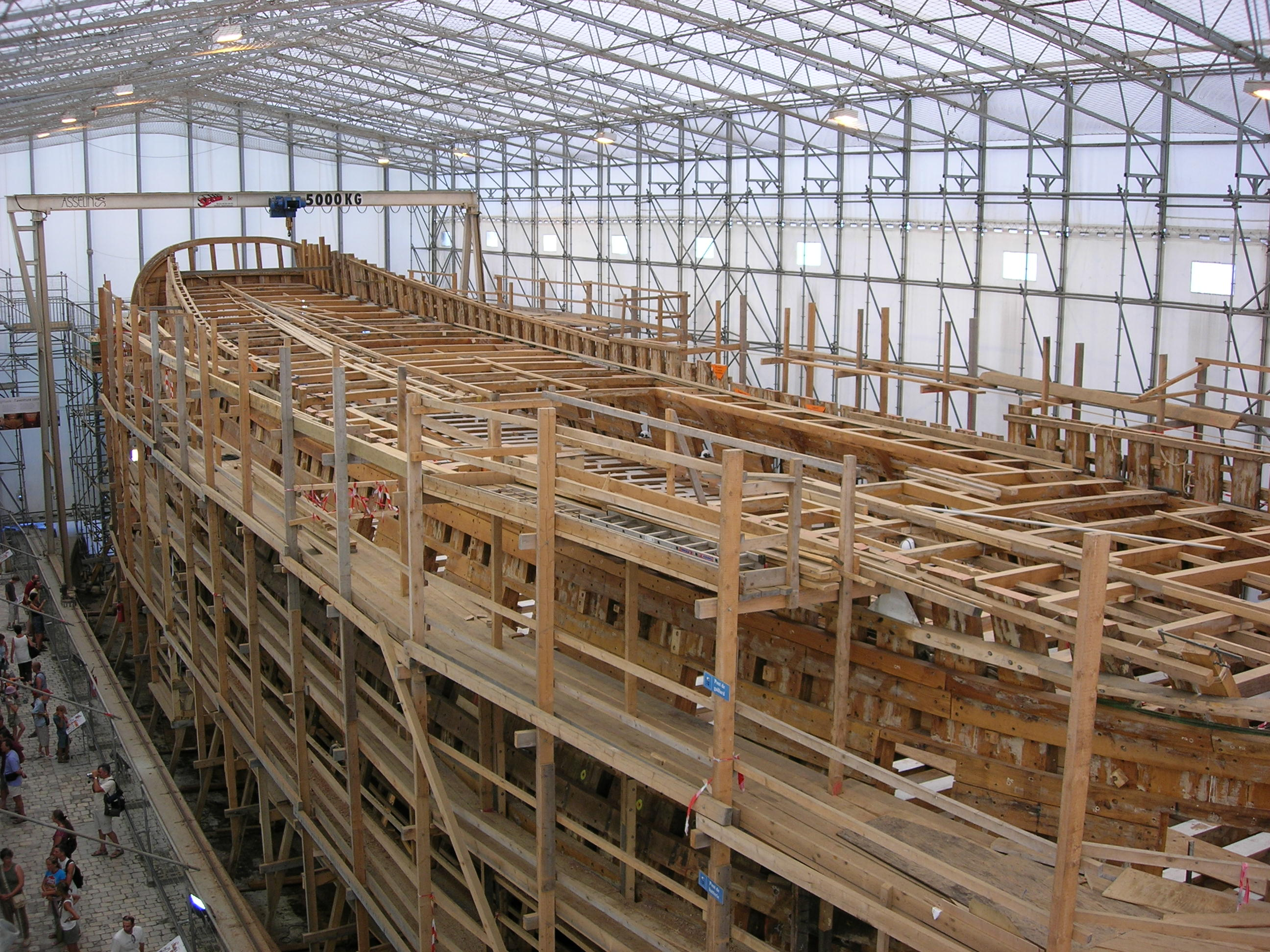
木船造船廠

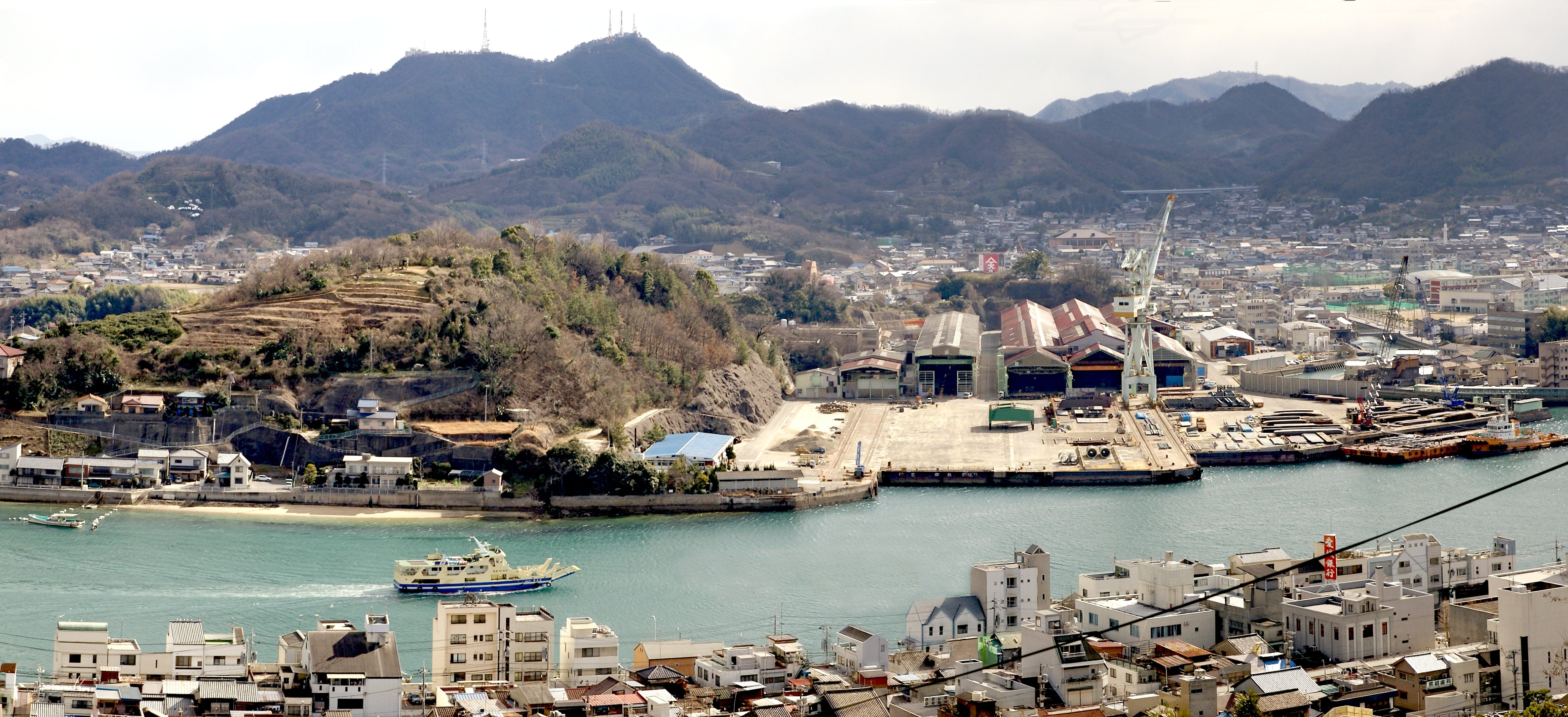
日本明石造船廠

造船厂（Shipyards, dockyards），是造船業的廠房基地，專事船只的建造和维修。造船厂负责的范围可能为游艇、军舰、貨輪、超大游轮或者其他船只。因为造船厂的设施不同和更新，所以其职能也通常进行变化。世界上最大的造船厂分别位于美国、澳大利亚、日本、中華人民共和國、德国、土耳其、台湾、韓國、波兰和克罗地亚等地。在欧洲的造船厂分布比较零散，而在亚洲的造船厂和造船工业比较集中和大型。

## 著名造船廠
- 美國紐波特紐斯造船廠
- 美國紐約造船廠（已結束）
- 美國布魯克林造船廠（已結束）
- 美國福爾河造船廠
- 美國英戈爾斯造船廠
- 美國巴斯鋼鐵造船廠
- 美國通用電船
- 美國马里内特造船厂
- 英國羅塞斯造船廠
- 法國布雷斯特造船廠
- 日本三菱重工
- 日本川崎重工
- 日本海洋聯合
- 俄羅斯海軍部造船廠
- 俄羅斯北德文斯克造船厂
- 烏克蘭尼古拉耶夫造船厂
- 中國江南造船廠
- 中國大連造船廠
- 中國滬東中華造船廠
- 中國黃埔造船廠
- 中國廣船國際
- 中國渤海造船廠
- 印度科欽造船廠
- 印度馬扎崗造船廠
- 意大利芬坎蒂尼造船廠
- 德國蒂森克虜伯海洋系統
- 德國呂森造船廠
- 哈德威造船廠
- 台灣國際造船
- 台灣中信造船
- 台灣龍德造船